# Ricardo Prado
Pour les articles homonymes, voir Prado.
Ricardo Prado (né Andradina, le 3 janvier 1965), est un nageur brésilien, spécialiste des épreuves 4 nages. Il est considéré comme l'un des meilleurs nageurs brésiliens de tous les temps et le meilleur nageur brésilien des années 1980. Prado était médaillé d'argent olympique, champion du monde et détenteur du record du monde du 400 mètres quatre nages,.

## Carrière internationale
À seulement 14 ans, il participe aux Jeux panaméricains de 1979, à San Juan, où il termine septième du 400 mètres quatre nages et huitième du 200 mètres quatre nages.
Prado a participé aux Jeux olympiques d'été de 1980, à Moscou. Il a nagé le 400 mètres quatre nages et le 100 mètres dos, sans atteindre la finale,.
Le 8 août 1982, aux Championnats du monde de natation 1982 à Guayaquil, Prado a remporté une médaille d'or au 400 mètres quatre nages, avec un temps de 4:19,78, établissant un nouveau record du monde qui a duré jusqu'au 23 mai 1984. Prado a également participé à quatre autres finales: quatrième au 200 mètres papillon (battant le record sud-américain) et huitième au 200 mètres quatre nages, au 200 mètres dos et au 4 × 100 mètres quatre nages. Prado a également eu des chances d'obtenir un bon résultat au 200 mètres quatre nages, mais les conditions étaient défavorables en Équateur. "L'hôtel où nous avons séjourné n'était pas très fréquenté. C'était juste en face [de] la gare routière de Guayaquil. J'ai réussi à atteindre la finale du 200 mètres quatre nages, mais j'étais faible parce que la nourriture y était mauvaise, et j'ai terminé la course à la huitième place." Prado a atterri chez lui avec de l'or au cou mais une grosse mycose au ventre. Djan Madruga a eu moins de chance : il a contracté la fièvre typhoïde,.
Aux Universiade d'été de 1983, à Edmonton, Prado remporte deux médailles de bronze: au 200 mètres et au 400 mètres quatre nages. Il a également terminé quatrième au 200 mètres dos et sixième au 200 mètres papillon,.
Prado a participé aux Jeux panaméricains de 1983, à Caracas, où il a remporté deux médailles d'or aux 200 mètres et 400 mètres quatre nages (battant le record des Jeux panaméricains). Il a également remporté deux médailles d'argent: au 200 mètres dos et au 200 mètres papillon (les deux battant le record sud-américain),.
Prado a participé aux Jeux panaméricains de 1983, à Caracas, où il a remporté deux médailles d'or aux 200 mètres et 400 mètres quatre nages (battant le record des Jeux panaméricains). Il a également remporté deux médailles d'argent: au 200 mètres dos et au 200 mètres papillon (les deux battant le record sud-américain),.
Prado a remporté la médaille d'argent du 400 mètres quatre nages aux Jeux olympiques d'été de 1984 à Los Angeles, en Californie. Il a également terminé quatrième au 200 mètres dos, 12e au 4 × 100 mètres quatre nages et 17e au 200 mètres quatre nages et au 200 mètres papillon,.
Prado a participé aux Championnats pan-pacifiques 1985, la première année de la compétition, où il a remporté la médaille d'or au 400 mètres quatre nages et la médaille de bronze au 200 mètres papillon. Il a également terminé quatrième au 200 mètres dos.
Aux Universiade d'été de 1985, à Kobe, Prado a remporté la médaille d'or au 400 mètres quatre nages et la médaille de bronze au 200 mètres quatre nages. Il a également terminé quatrième au 200 mètres dos et au 200 mètres papillon.
Aux Championnats du monde de natation 1986 à Madrid, Prado a participé à la finale du 200 mètres quatre nages, terminant septième.
Bien qu'épuisé par des années de compétition, Prado a quand même nagé aux Jeux panaméricains de 1987, à Indianapolis, où il a remporté une médaille d'argent au 200 mètres dos et deux médailles de bronze au 200 mètres quatre nages et le 4 × 100 mètres quatre nages,.
Prado a commencé à décliner après avoir perdu la médaille d'or à Los Angeles 1984 face à Alex Baumann. En 1987, Prado se sent fatigué de son statut d'étoile. Au cours de cette année, il a quand même bien nagé, remportant des médailles aux Jeux panaméricains, et a parlé aux journalistes de son entraînement pour les Jeux olympiques de 1988 à Séoul. Au début de 1988, le diagnostic positif de Prado pour hépatite a marqué l'inévitable. Prado a dit au revoir à la natation de compétition après avoir couru pendant 23 ans.

### Marques et enregistrements
En plus de battre le record du monde du 400 mètres quatre nages, Prado détenait simultanément cinq records individuels sud-américains, aux Jeux panaméricains de 1983 à Caracas. Lors de cette compétition, il a battu le record sud-américain de Djan Madruga au 200 mètres dos, avec un temps de 2:02.85. Ce record ne sera battu qu'aux Jeux olympiques d'été de 1988 à Séoul par Rogério Romero, avec un temps de 2:02.26 dans les qualificatifs. À Caracas, il a également battu le record sud-américain du 200 mètres papillon, avec un temps de 1:59.00. Ce record n'a été battu qu'en 2003, 20 ans plus tard, par Kaio de Almeida,,,,.
Prado a battu le record sud-américain du 400 mètres quatre nages aux Jeux olympiques d'été de 1984, avec un temps de 4:18,45. Ce record n'a été battu que 20 ans plus tard, en 2004 par Thiago Pereira.
Au 200 mètres quatre nages, Prado a battu le record sud-américain à Clovis, en Californie, en 1983, avec un temps de 2:04.10. Ce record a duré 20 ans et a été battu en 2003 par Diogo Yabe,.

### Après la natation professionnelle
En 2003, à 38 ans, Prado a subi une crise cardiaque et a ensuite subi une angioplastie dans un hôpital de Dallas, au Texas.
Prado a été directeur sportif du comité d'organisation des Jeux panaméricains de 2007 à Rio de Janeiro. Depuis 2013, il travaille comme directeur sportif du Parc aquatique Maria-Lenk à Rio de Janeiro.
Prado est titulaire d'une maîtrise en économie et en éducation physique de la Southern Methodist University de Dallas, au Texas. En plus de son travail au Centre aquatique Maria Lenk, il travaille actuellement comme entraîneur de natation au Hebraica Club/Projeto Futuro. Il est également commentateur de natation pour la chaîne de télévision payante ESPN Brasil.

## Palmarès

### Jeux olympiques
- Jeux olympiques de 1984 à Los Angeles  États-Unis :
  -  Médaille d'argent de l'épreuve du 400 m 4 nages (4 min 18 s 45)

### Championnats du monde de natation
- Championnats du monde de natation 1982 à Guayaquil  Équateur
  -  médaille d'or de l'épreuve du 400 m 4 nages (Temps : 4 min 19 s 78[24])

### Jeux panaméricains
| Discipline               | Caracas 1983 Venezuela | Indianapolis 1987 États-Unis |
| ------------------------ | ---------------------- | ---------------------------- |
| 200 m dos                | Argent                 | Argent                       |
| 200 m 4 nages            | Or                     | Bronze                       |
| 400 m 4 nages            | Or                     | -                            |
| relais 4 × 100 m 4 nages | -                      | Bronze                       |

### Championnats pan-pacifiques
| Discipline     | Tokyo 1985 Japon |
| -------------- | ---------------- |
| 400 m 4 nages  | Or               |
| 200 m papillon | Bronze           |